# Ania Teillard
Pour les articles homonymes, voir Teillard.
Ania Teillard était le nom de plume d'Anja von Mendelssohn ou Ania Adamkiewicz-Mendelssohn, née à Dorpat (aujourd'hui Tartu, en Estonie) le 17 février 1889 et morte à Paris le 17 janvier 1978, psychologue et graphologue de langue franco-allemande, très influencée par son étude de Carl Jung.

## Biographie

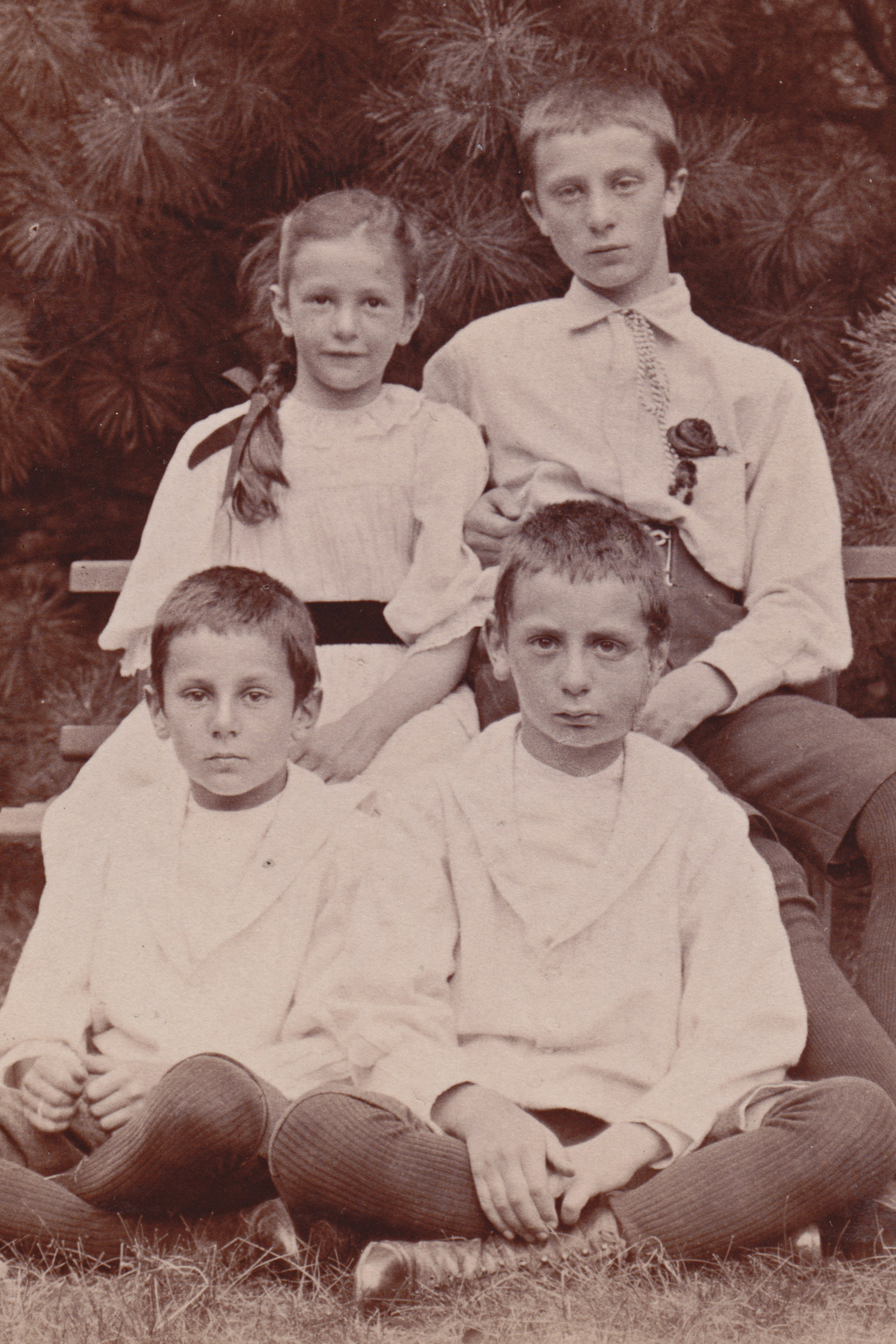
Anja et ses frères vers 1896.

Anja est la quatrième et dernière enfant de Ludwig Mendelssohn (1852-1896), professeur de philologie classique à l’université de Dorpat, anobli par le tsar russe, et d'Alexandrine Sasha von Cramer (1849-1922). Elle est la sœur d'Erich-Wilhelm von Mendelsshon (1887-1913), écrivain et poète allemand.
Son père meurt alors qu'elle n'a que 7 ans. Elle accompagne alors sa mère et ses frères à Iéna, en Allemagne, où elle fait ses études. Elle travaille ensuite comme comédienne, jouant entre autres le personnage Thekla dans la pièce Wallenstein au théâtre de Meiningen. Elle publie en 1909 Maja, le roman d'une actrice qui marque durablement le nouvelliste allemand Klaus Mann.
Au lendemain de la Première Guerre mondiale, elle donne à la graphologie une dimension nouvelle en la reliant à la psychologie des profondeurs, et à l’œuvre de Jung en particulier. Élève de Klages et de Ludwig Aub, elle est également en relation avec le graphologue suisse Max Pulver et le Tchèque Robert Saudek. Elle publie son premier livre de graphologie en collaboration avec son frère Georg Mendelssohn (1886-1955).
Installée à Paris rue Froidevaux, elle se lie d'amitié avec Jules Crépieux-Jamin au Congrès graphologique de 1929, et devient membre de la Société de graphologie, pour laquelle elle donne de nombreuses conférences. Au deuxième Congrès international de graphologie organisé à Paris en 1937, elle intervient sur le thème « Graphologie et psychanalyse ».

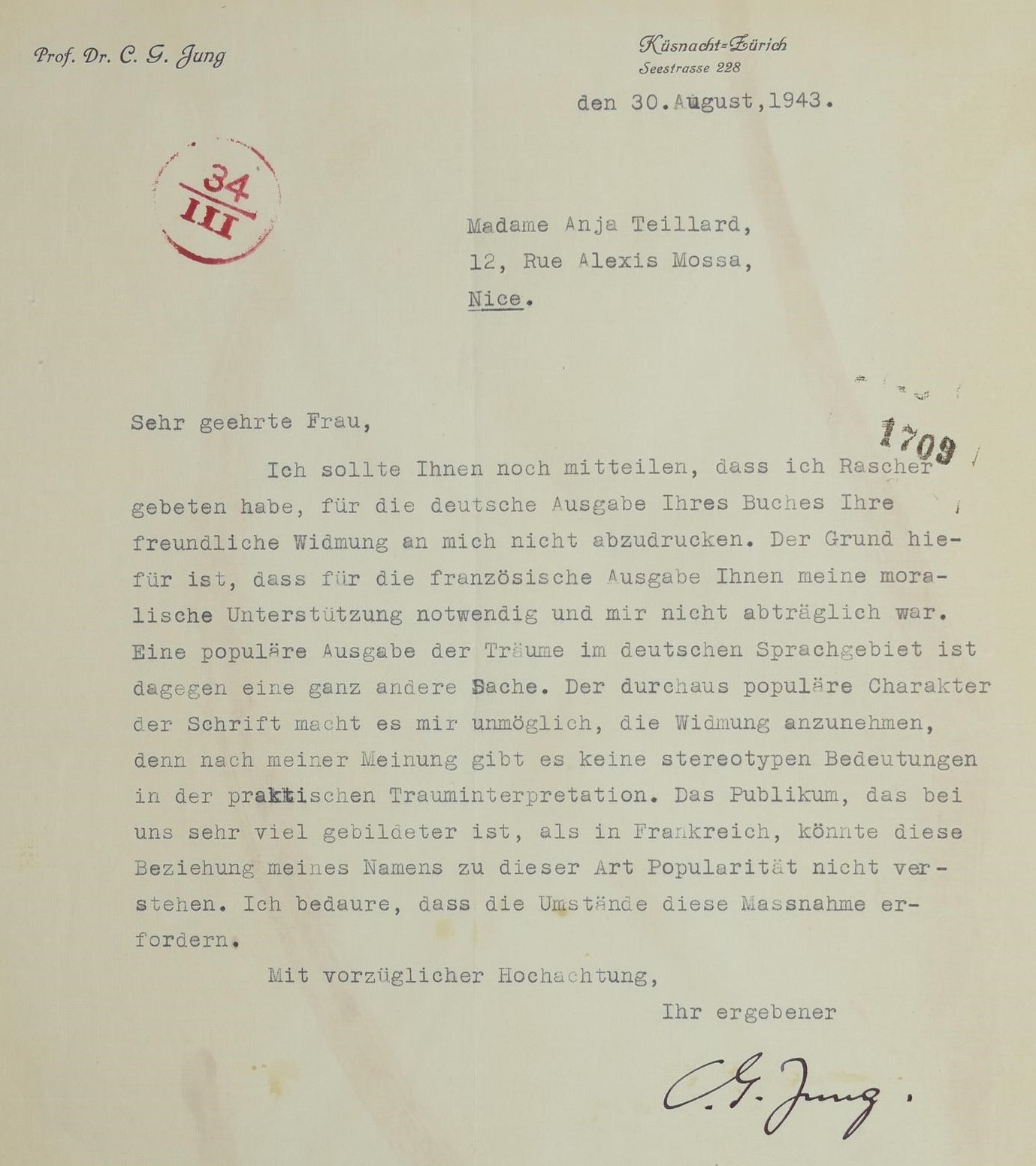
Lettre de Jung à son élève Ania Teillard (1949).

Dans deux ouvrages principaux : Types psychologiques de Jung et leur expression dans l'écriture (1946) et L'Âme et l'écriture (1948), Ania Teillard met en relief les correspondances graphiques et les types psychiques jungiens. « La première, elle décrit les correspondances graphiques, les stades et les complexes freudiens » ainsi que « les types d'attitude et les fonctions psychologiques de Jung ainsi que le jeu de ces fonctions entre elles ». Elle dispense en outre des cours de graphologie, publics ou par correspondance.
En psychanalyse, elle développe une technique de l’interprétation des rêves, en émettant l’hypothèse de plusieurs couches superposées du conscient, et s'intéresse aux problèmes vécus au sein du couple.
Vice-présidente de la Société française de psychologie analytique, elle est l'auteure de plusieurs publications.
Elle meurt à Paris le 17 janvier 1978.

## Œuvres
- Maja, 1909, roman d'actrice.
- Contes des 1001 nuits, 1922. Adaptation basée sur des contes de fées arabes.
- Le Symbolisme du rêve, Paris, Éditions Stock, Delamain et Boutelleau, 1944.
- L’âme et l’écriture, préface de Maurice Delamain, Stock, 1948.
- Le rêve, une porte sur le réel, Stock, série « Psychologique », Paris, 1951. 1 vol. 12/19, 158 p.
- La graphologie basée sur la psychologie analytique en 12 leçons, chez l'auteur, 1952 lire en ligne sur Gallica.
- La dimension inconnue, éd. de La Baconnière, 1960.
- Spiritual dimensions, Routledge & Kegan Paul, Londres, 1961.
- La graphologie basée sur la psychologie des profondeurs — Les quatre fonctions psychologiques principales et leur expression dans l'écriture, chez l'auteur, 1968. En collaboration avec Gérard Lemaître.
- L'œuf d'émeraude — Expérience d'un univers suprasensible, éd. Traditionnelles, 1974.
- Ce que disent les rêves – Le symbolisme du rêve, Paris, Stock, 1979 [rééd.]